# Ауксилијарни глаголи у немачком језику
Ауксилијарни глаголи (лат. auxiliaris - помоћни) су група глагола која се другачије назива и помоћни глаголи. Помоћни глаголи служе за грађење инфинитива или партиципа. У српском језику помоћни глаголи служе за грађење сложених глаголских облика уз помоћ осталих глагола. То су глаголи бити и хтети и јесам. У немачком језику су ауксилијарни глаголи присутни у грађењу партиципа. У ту групу спадају следећи глаголи :(нем. haben, sein, werden) имати, бити и постати. 

## Ауксилијарни глаголи - морфолошки критеријуми
Помоћни глаголи haben је правилан, док су sein i werden неправилни.  Користе се за грађење сложених времена као што су : перфекат, плусквамперфекат и футур. Користе се, такође и у грађењу пасива. Sein haben i werden се могу користити као пунозначни самостални глаголи. 

## Haben
Haben (срп. имати) користи се за перфекат и плусквампефекат. Разлика је у томе, што се haben користи за грађење перфекта и плусквамперфекта код правилних глагола као и код неправлиних глагола мировања.
| презент       | претерит        | партицип |
| ------------- | --------------- | -------- |
| ich habe      | ich hatte       | gehabt   |
| du hast       | du hattest      | gehabt   |
| er/sie/es hat | er/sie/es hatte | gehabt   |
| wir haben     | wir hatten      | gehabt   |
| ihr habt      | ihr hattet      | gehabt   |
| sie/Sie haben | sie/Sie hatten  | gehabt   |

## Sein
Sein (срп. бити) користи се такође за грађење перфекта и плусквамперфекта. Глаголи који граде перфекат и плусквамперфекат са sein су неправилни глаголи кретања и промене стања. Постоје и глаголи који су изузеци а то су : bleiben, reisen i passieren (срп. остати, путовати и десити се).
| презент       | претерит      | партицип |
| ------------- | ------------- | -------- |
| ich bin       | ich war       | gewesen  |
| du bist       | du warst      | gewesen  |
| er/sie/es ist | er/sie/es war | gewesen  |
| wir sind      | wir waren     | gewesen  |
| ihr seid      | ihr wart      | gewesen  |
| sie/Sie sind  | sie/Sie waren | gewesen  |

## Werden
Werden (срп. постати) помоћни је глагол у немачком језику који је истовремено и самостални глагол, са својим пуним значењем.
| презент        | претерит        | партицип |
| -------------- | --------------- | -------- |
| ich werde      | ich wurde       | geworden |
| du wirst       | du wurdest      | geworden |
| er/sie/es wird | es/sie/es wurde | geworden |
| wir werden     | wir wurden      | geworden |
| ihr werdet     | ihr wurdet      | geworden |
| sie/Sie werden | sie/Sie wurden  | geworden |